# Paris–Luxemburg 1967
Paris–Luxemburg 1967 war die 5. Austragung von Paris–Luxemburg, einem mehrtägigen Etappenrennen. Das Rennen wurde von Jan Janssen vor Georges Van Coningsloo und Bernard Guyot gewonnen.

## Teilnehmende Mannschaften
| Profi-Radsportteams (10)- Bic-Hutchinson - Flandria-De Clerck - Kamomé-Dilecta-Wolber - Dr. Mann-Grundig - Mercier-BP-Hutchinson - Molteni - Pelforth-Sauvage-Lejeune - Peugeot-BP-Michelin - Roméo-Smith's - Televizier-Batavus |
| |

## Etappenübersicht
| Etappe    | Datum    | Etappenorte                             | type | Länge (km) | Etappensieger | Gesamtführender |
| --------- | -------- | --------------------------------------- | ---- | ---------- | ------------- | --------------- |
| 1. Etappe | 15. Sep. | Nogent-sur-Marne – Châlons-en-Champagne |      | 223        | Jan Janssen   | Jan Janssen     |
| 2. Etappe | 16. Sep. | Châlons-en-Champagne – Nancy            |      | 215        | Roger Pingeon | Jan Janssen     |
| 3. Etappe | 17. Sep. | Nancy – Luxemburg                       |      | 221        | Eddy Merckx   | Jan Janssen     |

## Ergebnisse

### Gesamtwertung
| \| Gesamtwertung \| Gesamtwertung \| Gesamtwertung \| Gesamtwertung \| Gesamtwertung \| \| Fahrer \| Fahrer \| Land \| Team \| Zeit \| \| ------------- \| ---------------------- \| ------------- \| ------------------------ \| ---------------- \| \| 1. \| Jan Janssen \| Niederlande \| Pelforth-Sauvage-Lejeune \| 15 h 16 min 30 s \| \| 2. \| Georges Van Coningsloo \| Belgien \| Pelforth-Sauvage-Lejeune \| + 19 s \| \| 3. \| Bernard Guyot \| Frankreich \| Pelforth-Sauvage-Lejeune \| + 20 s \| \| 4. \| Rolf Wolfshohl \| Deutschland \| Bic-Hutchinson \| + 20 s \| \| 5. \| Rudi Altig \| Deutschland \| Molteni \| + 29 s \| \| 6. \| Eddy Merckx \| Belgien \| Peugeot-BP-Michelin \| + 7 min 11 s \| \| 7. \| Jean Stablinski \| Frankreich \| Bic-Hutchinson \| + 7 min 21 s \| \| 8. \| Roger Pingeon \| Frankreich \| Peugeot-BP-Michelin \| + 7 min 41 s \| \| 9. \| Herman Van Springel \| Belgien \| Dr. Mann-Grundig \| + 9 min 09 s \| \| 10. \| Daniel Van Ryckeghem \| Belgien \| Dr. Mann-Grundig \| + 9 min 18 s \| |                        |             |                          |                  |
| |                        |             |                          |                  |
| |                        |             |                          |                  |
| Gesamtwertung |                        |             |                          |                  |
| Fahrer | Fahrer                 | Land        | Team                     | Zeit             |
| 1. | Jan Janssen            | Niederlande | Pelforth-Sauvage-Lejeune | 15 h 16 min 30 s |
| 2. | Georges Van Coningsloo | Belgien     | Pelforth-Sauvage-Lejeune | + 19 s           |
| 3. | Bernard Guyot          | Frankreich  | Pelforth-Sauvage-Lejeune | + 20 s           |
| 4. | Rolf Wolfshohl         | Deutschland | Bic-Hutchinson           | + 20 s           |
| 5. | Rudi Altig             | Deutschland | Molteni                  | + 29 s           |
| 6. | Eddy Merckx            | Belgien     | Peugeot-BP-Michelin      | + 7 min 11 s     |
| 7. | Jean Stablinski        | Frankreich  | Bic-Hutchinson           | + 7 min 21 s     |
| 8. | Roger Pingeon          | Frankreich  | Peugeot-BP-Michelin      | + 7 min 41 s     |
| 9. | Herman Van Springel    | Belgien     | Dr. Mann-Grundig         | + 9 min 09 s     |
| 10. | Daniel Van Ryckeghem   | Belgien     | Dr. Mann-Grundig         | + 9 min 18 s     |

### Sprintwertung
| Sprintwertung | Sprintwertung | Sprintwertung | Sprintwertung            | Sprintwertung |
| Fahrer        | Fahrer        | Land          | Team                     | Punkte        |
| ------------- | ------------- | ------------- | ------------------------ | ------------- |
| 1.            | Eddy Merckx   | Belgien       | Peugeot-BP-Michelin      | 67 P.         |
| 2.            | Roger Pingeon | Frankreich    | Peugeot-BP-Michelin      | 50 P.         |
| 3.            | Bernard Guyot | Frankreich    | Pelforth-Sauvage-Lejeune | 42 P.         |

### Bergwertung
| Bergwertung | Bergwertung    | Bergwertung | Bergwertung              | Bergwertung |
| Fahrer      | Fahrer         | Land        | Team                     | Punkte      |
| ----------- | -------------- | ----------- | ------------------------ | ----------- |
| 1.          | Rolf Wolfshohl | Deutschland | Bic-Hutchinson           | 12 P.       |
| 2.          | Rudi Altig     | Deutschland | Molteni                  | 8 P.        |
| 3.          | Bernard Guyot  | Frankreich  | Pelforth-Sauvage-Lejeune | 7 P.        |

### Teamwertung
| Mannschaftswertung | Mannschaftswertung       | Mannschaftswertung | Mannschaftswertung |
| Team               | Team                     | Land               | Zeit               |
| ------------------ | ------------------------ | ------------------ | ------------------ |
| 1.                 | Pelforth-Sauvage-Lejeune | Frankreich         | 45 h 49 min 09 s   |
| 2.                 | Bic-Hutchinson           | Frankreich         | + 17 min 20 s      |
| 3.                 | Molteni                  | Italien            | + 23 min 26 s      |